# Хохлатка бледная
Хохла́тка бле́дная (лат. Corýdalis pállida) — дальневосточный вид травянистых растений рода Хохлатка (Corydalis) подсемейства Дымянковые (Fumarioideae) семейства Маковые (Papaveraceae).

## Название
Видовой эпитет pallida — женский род от лат. pállidus — бледный; дан по окраске цветков. Русский видовой эпитет является переводом латинского.

## Ботаническое описание
Внешний облик такой же, как и у близкородственной хохлатки прекрасной (Corydalis speciosa), которая ранее в Приморье и во флоре Амура описывалась как C. pallida.
Озимое двулетнее травянистое растение высотой 15—50 см. В первый год формируется укороченный побег с розеткой листьев, на следующий год — удлиненные ветвящиеся генеративные побеги. Стебли округлые, полые, пурпурно-коричневые. Подземных клубней нет.
Листья очерёдные, сизые или бледно-зелёные, часто с пурпурно-коричневым оттенком, по очертанию треугольные или овальные, дважды-трижды перисторассечённые. Листочки овоидные, перисто-лопастные, с выемками.
Соцветие — кисть длиной 4—10 см. Прицветники ланцетные. Цветки мелкие, (1,4) 1,7—1,8 (2) см длиной, невзрачные, от бледно-жёлтых до жёлтых. Наружные лепестки без гребневидных выростов и с более узкими, по сравнению с лепестками C. speciosa, отгибами: 1—1,5 мм шириной. Шпора цветка диной 0,5—0,65 см и толщиной 0,2—0,35 см, прямая, тупая, таким образом весь цветок более тонкий и длинный по сравнению с C. speciosa. Тычинок 2, нить трёхлопастная.
Плод  — коробочка около 2—3 см длиной, линейная с перетяжками (чётковидная), при созревании распадается на две части. Семена чёрные, тусклые, с ячеистой поверхностью.
Число хромосом: 2n = 16.

## Ареал и экология
В России встречается на Сахалине и Южных Курилах. Общее распространение: Япония и Юго-Восточный Китай.
Произрастает на приморских склонах, осыпях, каменистых россыпях, галечниках рек и вдоль дорог.

## Классификация

### Таксономия
Corydalis pallida Pers., 1806, Syn. Pl. 2: 270.
Вид Хохлатка бледная относится к роду Хохлатка (Corydalis) трибы Дымянковые (Fumarieae) подсемейства Дымянковые (Fumarioideae) семейства Маковые (Papaveraceae) порядка Лютикоцветные (Ranunculales).
Кладограмма в соответствии с Системой APG IV
|  |                          |  |                                   |                                   |                   |  | ещё 6 семейств, в том числе Лютиковые, Луносемянниковые, Барбарисовые | ещё 6 семейств, в том числе Лютиковые, Луносемянниковые, Барбарисовые |                                            |  |  |  | еще 20 родов                                                   | еще 20 родов     |  |  |
|  |                          |  |                                   |                                   |                   |  | ещё 6 семейств, в том числе Лютиковые, Луносемянниковые, Барбарисовые | ещё 6 семейств, в том числе Лютиковые, Луносемянниковые, Барбарисовые |                                            |  |  |  | еще 20 родов                                                   | еще 20 родов     |  |  |
|  |                          |  |                                   | порядок Лютикоцветные             |                   |  |                                                                       |                                                                       | подсемейство Дымянковые                    |  |  |  |                                                                | Хохлатка бледная |  |  |
|  |                          |  |                                   | порядок Лютикоцветные             |                   |  |                                                                       |                                                                       | подсемейство Дымянковые                    |  |  |  |                                                                | Хохлатка бледная |  |  |
|  | клада Цветковые растения |  |                                   |                                   | семейство Маковые |  |                                                                       |                                                                       | род Хохлатка                               |  |  |  |                                                                |                  |  |  |
|  | клада Цветковые растения |  |                                   |                                   |                   |  |                                                                       |                                                                       |                                            |  |  |  |                                                                |                  |  |  |
|  |                          |  | ещё 63 порядка цветковых растений | ещё 63 порядка цветковых растений |                   |  |                                                                       | ещё 1 подсемейство Маковые (Papaveroideae)                            | ещё 1 подсемейство Маковые (Papaveroideae) |  |  |  | еще 527 подтвержденных видов и 51 вид, ожидающих подтверждения |                  |  |  |
|  |                          |  |                                   | ещё 63 порядка цветковых растений |                   |  |                                                                       |                                                                       | ещё 1 подсемейство Маковые (Papaveroideae) |  |  |  |                                                                |                  |  |  |

### Разновидности
- Corydalis pallida var. pallida
- Corydalis pallida var. zhejiangensis Y.H.Zhang, 1990 — Юго-Восточный Китай[6]

### Синонимы
- Capnoides pallida  (Pers.) Kuntze, 1891
- Corydalis aurea f. pallida (Pers.) Regel, 1861
- Fumaria pallida Thunb., 1801, nom. illeg.
- Sophorocapnos pallida (Pers.) Turcz., 1848